# لشکر سوم کوهستان (ورماخت)
لشکر سوم کوهستانی (ورماخت) (به آلمانی: 3. Gebirgs-Division) یک واحد نظامی در ارتش آلمان نازی در طول جنگ جهانی دوم بود. این واحد پس از آنشلوس در ۱۹۳۸ میلادی به وجود آمد. در سال ۱۹۳۹ در تهاجم به لهستان و در سال ۱۹۴۰ در عملیات وزراوبونگ شرکت کرد. در سال ۱۹۴۱ با رفتن به لاپلند (فنلاند) در عملیات روباه نقره‌ای حضور یافت. پس از سال ۱۹۴۲ به جبهه شرقی (جنگ جهانی دوم) فرستاده شد تا برای گروه ارتش شمالی در نزدیکی سن پترزبورگ خدمت کند.

## فرماندهان
- ادوارد دیتل (۱۹۳۸ – ۱۴ ژوئن ۱۹۴۰)
- جولیوس رینگل (۱۴ ژوئن ۱۹۴۰ – ۲۳ اکتبر ۱۹۴۰)
- هانس کریزینگ (۲۳ اکتبر ۱۹۴۰ – ۱۰ اوت ۱۹۴۳)
- اگبرت ویکتور (۱۰ اوت ۱۹۴۳ – ۲۶ اوت ۱۹۴۳)
- زیگفقید قاسب (۲۶ اوت ۱۹۴۳ – ۱۰ سپتامبر ۱۹۴۳)
- اگبرت ویکتور (۱۰ سپتامبر ۱۹۴۳ – ۲۹ سپتامبر ۱۹۴۳)
- آگوست ویتمن (۲۹ سپتامبر ۱۹۴۳ – ۳ ژوئیه ۱۹۴۴)
- پل کلت (۳ ژوئیه ۱۹۴۴ – ۸ مه ۱۹۴۵)